# A Batalha Final
A Batalha Final (em inglês:  Ending Battle) é um arco de história em oito partes publicado originalmente em Setembro e Outubro de 2002 nos quatro títulos mensais estrelados por Superman na época: The Adventures of Superman #608-609, Action Comics #795-796, Superman, vol.2 #186-187 e Superman: The Man of Steel #130-131. A história aborda uma série de ataques a todos os entes queridos de Superman, que, no decorrer de cerca de 24 horas, enfrenta mais de uma dúzia de super-vilões, enquanto busca o responsável por tudo: Manchester Black, que buscava vingança contra a humilhação sofrida meses antes, na história What's so funny about Truth, Justice & the American Way?, publicada em Action Comics #775.
Além de concluir a série de confrontos entre Black e Superman, a história representa também a continuação de dois importantes elementos representados em histórias anteriores: a Presidência de Lex Luthor, que se prolongaria até a conclusão, em 2004, do primeiro arco de história da revista Superman/Batman, e o questionamento dos ideais de Superman, tema abordado pelos escritores responsáveis pelo personagem à época em várias oportunidades anteriores, em especial durante o evento Mundos em Guerra, quando, após testemunhar a morte de milhares de pessoas durante o confronto com a entidade cósmica Imperiex, Superman passou adotar, em seu uniforme, uma versão distinta de seu símbolo, com um fundo negro, visando representar o luto que ele sentia. Ao final de A Batalha Final, Superman deixaria de usar tal símbolo. Durante a história, o personagem é novamente questionado quanto a seus "ultrapassados valores morais" de recusar-se a matar os vilões que enfrenta, bem como é avaliado o impacto que a revelação da identidade secreta de um super-herói pode trazer à sua vida.

## Origens

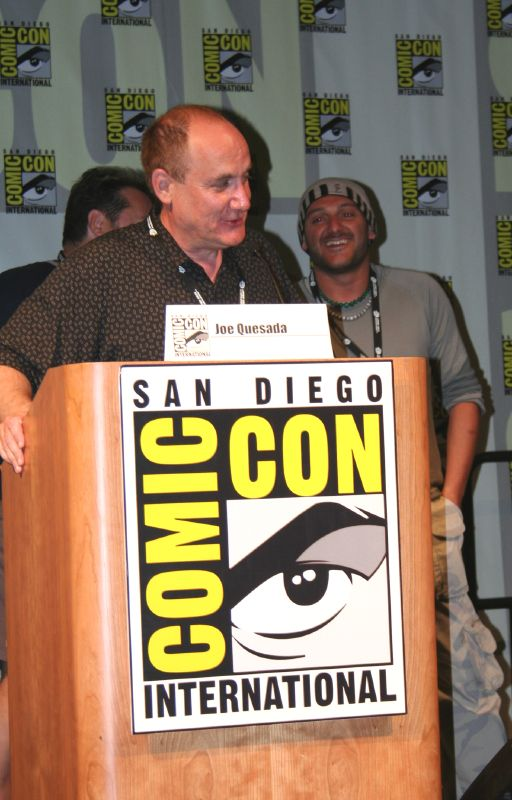
O escritor Jeph Loeb discursando em uma convenção em San Diego.

Os fundamentos para a trama de Ending Battle iniciaram-se em What's so funny about Truth, Justice & the American Way, história publicada em Janeiro de 2001, na 775ª edição do título Action Comics. Foi a primeira de muitas análises firmadas pela equipe criativa liderada por Jeph Loeb e Joe Kelly nos quatro títulos do personagem.
Com Our Worlds at War, evento capitaneado por Loeb, novamente o personagem foi posto à prova. Em entrevista sobre a história, o editor responsável, Eddie Berganza, questionou:
| “ | Os ideais de Superman podem resistir à brutalidade de uma guerra? | ” |

A conclusão da história perturbou excessivamente o herói, que começou a usar um fundo negro na elipse em seu peito, como forma de demonstrar seu luto pelas baixas no conflito. Our Worlds at War revisitou não só os temas abordados por Kelly, como também os personagens: Manchester Black, antagonista de Superman na história original, é exibido como um dos membros do Esquadrão Suicida criado para o conflito. Buscando levar o personagem à novas situações, em Superman #178, Loeb escreveu uma controversa história, onde Lex Luthor tomava conhecimento a identidade secreta de Superman. Essa era mais uma das histórias planejadas pela equipe criativa para revitalizar os títulos mensais do herói, que vinham passando por baixas vendas. Ao assumir o título em 2000, várias decisões foram tomadas nesse sentido: o surgimento do vilão Imperiex, que serviria de base para Our Worlds at War, a eleição de Lex Luthor para Presidente dos Estados Unidos e o retorno de Krypto, o Super-Cão.
Ending Battle parte do princípio da fragilidade que a descoberta da identidade traz à Superman e dá continuidade à abordagem dos limites do herói frente grandes provações - similarmente ao que já havia sido feito em Our Worlds at War. As primeiras declarações sobre a trama levavam à crer que era Lex Luthor quem estaria por trás dos ataques, após ter descoberto a identidade secreta do herói.

### Caracterizações

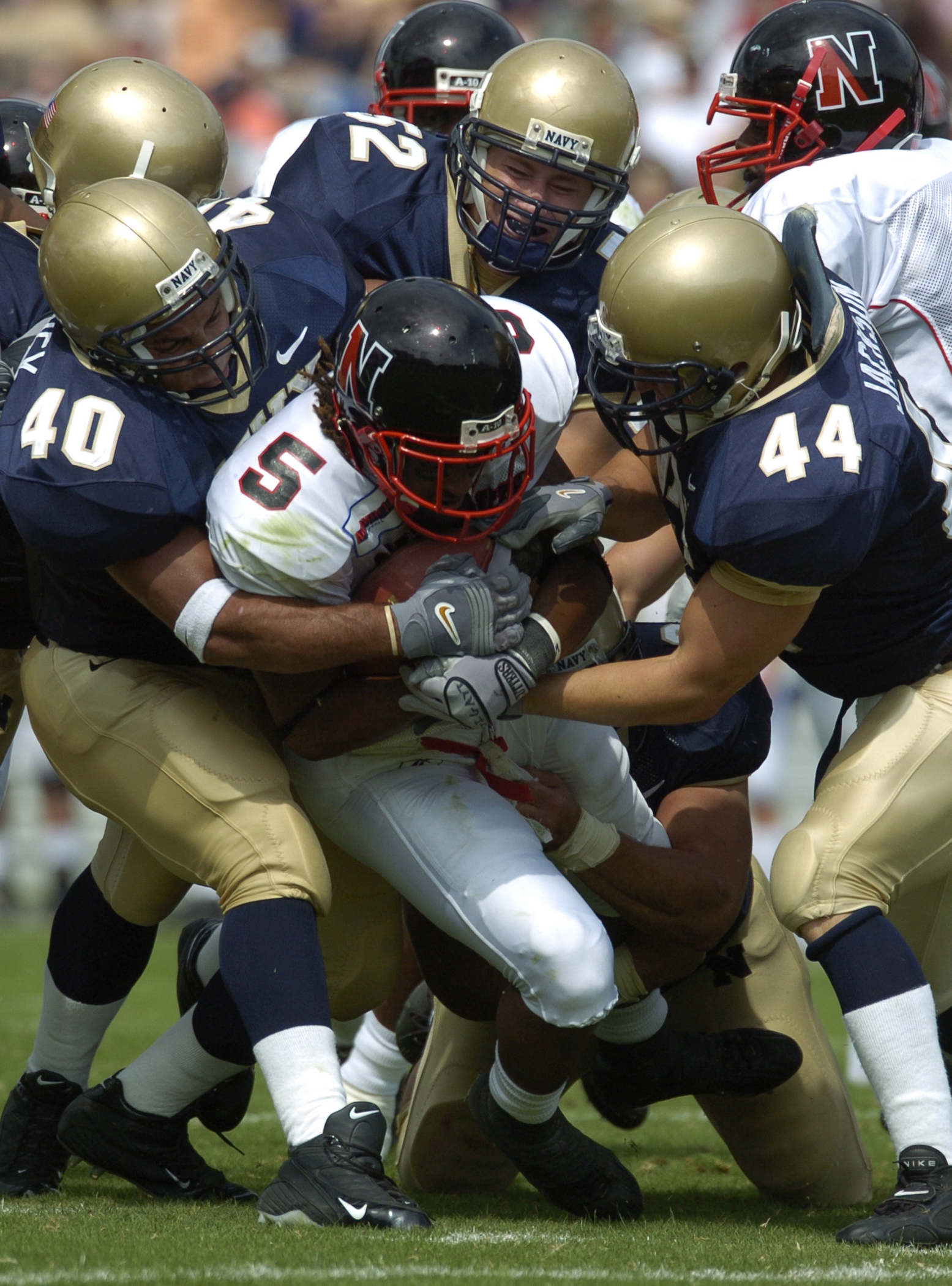
Clark Kent é caracterizado como tendo sido um astro do futebol durante a adolescência, conforme a origem estabelecida por John Byrne na década de 1980.

A história reúne grande parte do elenco de apoio de Superman, em específico aqueles relacionados à Clark Kent de alguma forma: Superboy - um clone adolescente de Superman introduzido como parte do seu elenco de apoio na década de 1990 durante o arco "A Morte do Superman" - é brevemente mostrado vivendo no Kansas com os pais de Superman, Jonathan e Martha Kent, adotando a identidade de "Conner Kent". Pete Ross, por sua vez, é o vice-presidente dos Estados Unidos, e Lana Lang ainda é retratada como sua esposa - o casal de amigos de infância de Superman representado em suas histórias desde a década de 1940 se casaria em Action Comics #700, publicada em 1994 e assim se manteria até 2005, quando, durante a publicação da Saga do Ruína, Lang revelaria que pretendia divorciar-se de Ross.
A caracterização de Clark segue alguns dos preceitos estabelecidos por John Byrne na década de 1980, quando da reformulação do personagem na minissérie The Man of Steel, como sua participação no time de futebol do colégio Smallville, ao lado de Pete Ross. A história remete a outros elementos criados por Byrne, como Kenny Braverman, o vilão Conduíte. Kenny fora colega de Clark em Smallville, e seu rival nos esportes. De posse da identidade secreta do herói, ele se tornou o vilão Conduíte e, numa trama similar, ameaçou à Superman e seus entes queridos.
Assim como os coadjuvantes do personagem, grande parte dos vilões que antagonizaram o personagem em sua história são apresentados na trama. Alguns, como a Banshee Prateada, já não apareciam em histórias do personagem por um longo período. Outros, como Armadilha e Nêutron, foram apresentados em versões novas. O caso de Nêutron foi considerado excepcional pois o personagem já havia se encontrado com Superman anteriormente, mas em Ending Battle ambos se comportam como se estivessem se confrontando pela primeira vez. O personagem só seria usado novamente anos depois, também por Geoff Johns, quando este assumiu os roteiros de Action Comics, em 2006, na trama Up, Up and Away! - que também conta com uma participação da vilã Quebra-Cabeça, introduzida em Ending Battle.
Johns também revisitaria a ideia de um Bizarro mais inteligente em Last Son. Ao contrário de Ending Battle, onde Bizarro é levado à raciocinar normalmente, em Last Son ele só passa a ter um intelecto menos infantil. Joe Kelly, outro dos escritores da história, também utilizaria alguns de seus personagens posteriormente. O "legado" de Manchester Black é abordado na minissérie Justice League Elite, que tratava de heróis que se permitiam "ir um passo além", atuando de forma pró-ativa, sem, entretanto, cruzar a linha e assassinar os super-vilões.
Em menor grau que Kelly, o escritor Joe Casey também abordou o impacto que os super-heróis como Superman trazem à população em geral. Casey mostra Calvin Kale, fictício senador indicado para presidir um comitê sobre a atividade meta-humana, atendendo à uma série de entrevistas, e expondo uma opinião muito negativa sobre os prejuízos que "super-heróis" e "super-vilões" causam. Quando a cidade é tomada por Armadilha e os diversos vilões que estavam presos na nave da Elite atacam Superman, Cale demonstra sua indignação, chegando a dizer que "Superman não luta por ninguém. O Superman luta, ponto final", indicando que ele traria enorme prejuízos e atraía a atividade super-criminosa.

## Enredo
O evento começou a ser publicado em Superman #186, numa história intitulada "Penumbra da Manhã", onde Clark Kent e Pete Ross, então vice-presidente dos Estados Unidos, estão indo à Casa Branca, onde Pete teria uma reunião de emergência às cinco da manhã. Uma vez no prédio, Pete e sua esposa, Lana Lang, são atacados por dois vilões, Armadilha e Nêutron. Durante a batalha, Armadilha revela estar atrás não do vice-presidente, mas dos amigos de Superman. Apesar de conseguir derrotar os atacantes, Superman permanece sem esclarecimentos. A trama de Adventures of Superman #608 começa poucos minutos depois, quando uma série de super-vilões começa a atacar, de forma sistemática, qualquer um que tenha uma mínima ligação à Clark Kent, desde seus pais à seu contador. Superman passa a manhã inteira enfrentando vilões que representam pouca ameaça, mas percebe que os ataques estão sendo coordenados por alguém. Alguém que está lhe mandando uma mensagem: Ele não está mais seguro. Após salvar Jimmy Olsen de um ataque, Superman, através de sua super-audição, toma conhecimento de mais um ataque, no Planeta Diário, onde sua esposa, Lois Lane, está.
Os ataques continuam em Man of Steel #130, onde é mostrado o ataque do vilão Estrela Maligna ao Planeta Diário, enquanto Rochedo e Terraman atacam a Oficina do Aço. F.A.I.X.A., Aço e os policiais da Unidade de Crimes Especiais conseguem derrotá-los enquanto Superman permanece ocupado com Estrela Maligna. Superman pede à Lois para reunir todas as pessoas que eles conhecem e levá-los à Oficina do Aço, onde estarão seguros. Após garantir a segurança de todos seus amigos, Superman sai atrás daquele que acredita ser o responsável pelos ataques: Lex Luthor. Em Action Comics #795, Superman encontra Luthor em um de seus esconderijos secretos, mas, para sua surpresa, Lex diz não ser o responsável pelos ataques. Durante a conversa, a Elite aparece, visando atacar Lex Luthor. Quando Zoológica se prontifica a confessar à Superman o plano contra ele, ela é lobotomizada. Superman então percebe quem estava verdadeiramente por trás dos ataques: Manchester Black. Superman então enfrenta mais um super-vilão enviado contra ele: O Superciborgue.
Superman retorna à Metropólis em Superman #187. Na edição, ele descobre que Armadilha transformou a cidade numa enorme penitenciária. Uma vez em Metropólis, Superman é atacado por diversos vilães, como Bizarro e Galhofeiro, mas consegue derrotá-los. Ao final, entretanto, é capturado por Armadilha. Uma vez capturado, Superman fica à mercê de Metallo, que o ameaça com seu coração de kryptonita. Ao derrotar Metallo, Superman é surpreeendido com os diversos vilões que se encontravam presos na nave da Elite e haviam sido libertados Enquanto Superman se mantêm ocupado enfrentando-os, Lois sai da Oficina do Aço e vai até seu apartamento, onde é encontrada por Manchester Black. Quando Superman finalmente derrota todos os novos vilões, é surpreendido novamente por Armadilha, que retornou ao lado de Bizarro, Mongul e da Banshee Prateada.
Em Superman: The Man of Steel #131, Superman é atacado por quatro de seus mais fortes inimigos, todos "melhorados" por Manchester, inclusive um Bizarro tornado inteligente e psicopata. Enquanto ele tenta derrotá-los, Lois é abusada psicologicamente por Manchester Black em pessoa, que a tortura fazendo passar por seus maiores medos e relembrar os piores momentos de sua infância. Desesperado, Superman usa sua visão de calor em Nêutron, que ainda orbitava no espaço terrestre, para onde havia sido mandado por Superman, e o toma como um último recurso contra os vilões: Detonando-o, tal qual uma bomba atômica, na ilha deserta em que enfrentava os quatro inimigos. Com eles derrotados, Superman parte em disparada para Metropólis, onde percebe que foi derrotado: Manchester Black havia assassinado Lois.
A história chega ao fim em Action Comics #796, onde Superman finalmente confronta Black pelas suas últimas ações. Durante a primeira metade da edição, Black recapitula seu plano, como manipulou Lex Luthor e todos os vilões contra Superman, e como queria derrotar Superman, "tirá-lo de seu pedestal" e forçá-lo contra seu limite, mostrando que ele, Superman, é tão humano quanto Black. Superman aparentemente perde o controle, e assassina Black, após uma violenta batalha. Na segunda metade da edição, a batalha é revelada como um devaneio de Superman, do que ele poderia fazer, frente tamanha raiva contra uma única pessoa. Superman, então, se recusa a enfrentar Black, que constata que Superman ainda acredita em seus ideais e jamais o mataria. Derrotado, revela que Lois não estava morta.
Black parte, e remove de Lex Luthor qualquer lembrança de que Clark Kent e Superman são a mesma pessoa. E, ao perceber que havia se tornado um genuíno super-vilão, igual àqueles que havia se proposto à combater quando formou a Elite, se suicida. A edição termina com Superman revitalizado após passar por tamanha provação, e voltando ao trabalho.

## Personagens
- Superman é o protagonista da história. Sua identidade secreta foi comprometida, e Manchester Black faz uso da informação para atingir aqueles que lhe são queridos. Uma importante mudança que ocorre com o personagem ao final da série é o retorno do fundo amarelo no símbolo que o herói usa no uniforme. Ao final da saga Our Worlds at War, por luto, Superman havia começado a usar um fundo preto no "S" em seu peito.
- John Henry Irons, o Aço, participa da história como apoio à Superman, cedendo o edifício da sua empresa, a Oficina do Aço, para manter todos seguros. É, entretanto, atacado por Manchester Black, que lhe causa uma hemorragia, impedindo-o de atuar no lugar de Superman na proteção de Metropólis.
- Lois Lane, esposa de Clark Kent e alvo do ataque final de Manchester. É a responsável por coordenar a reunião de todos os entes queridos de Clark Kent/Superman em um lugar seguro, após o ataque ao Planeta Diário.

Há ainda participações menores de Lex Luthor, Superboy, Jimmy Olsen e do staff do Planeta Diário - Jimmy é salvo de um ataque impetrado pelo Tubarão-Rei, enquanto o Estrela Maligna ataca o prédio do Planeta Diário. Perry White tem um rápido diálogo com Superman, enquanto outros membros da redação, como Ron Troupe, são exibidos num único quadrinho, junto de outros entes queridos de Superman reunidos na Oficina do Aço. No mesmo quadro estão Bibbo Bibbowsky, dono do bar Ace of Clubs, assim como Ellen e Lucy Lane - mãe e irmã mais nova de Lois Lane, respectivamente. Os pais do herói, Jonathan e Martha Kent, aparecem tanto nesse quadro quanto no início da trama, vítimas de um dos primeiros ataques, em Adventures of Superman #608.
Entre as pequenas participações, inclui-se a curiosa inclusão de personalidades da vida particular de Clark Kent: Walt Andrews, seu técnico de futebol em Smallville, Prof. Clowes, um dos mestres na faculdade de Jornalismo, Sra. Bolenz, sua bibliotecária, e o Dr. Davis, seu proctologista.

### Vilões
A história apresenta grande parte da galeria de vilões do Superman, alguns em novas versões, como Quebra-Cabeça, versão feminina do vilão de mesmo nome.
- Manchester Black é o antagonista-mor da história. Opõem-se ao Superman de forma conceitual, e desafia-o ao limite na tentativa de provar que ele é tão humano e falível quanto qualquer um. Para tanto, recruta e/ou manipula uma série de vilões:
  - A Elite, super-equipe inspirada na série The Authority, de Warren Ellis, e que havia surgido em Action Comics, ao enfrentar o Superman na história What's so funny about Truth, Justice & the American Way?. Na história, possui papel-chave na revelação do plano de Manchester Black.[19]
  - Armadilha, vilão especializado em trancas e correntes,[9] transforma Metropólis numa grande penitenciária, coordenando a investida final contra Superman, antes de herói confrontar Black.[20]
  - Banshee Prateada, personagem criada em 1987 por John Byrne. É citada como uma de suas mais fortes inimigas,[13] tendo sido escolhida para tomar parte da investida final contra o herói.[21]
  - Bizarro, um clone falho do Superman, é usado por Black em duas diferentes situações.
  - Hank Henshaw, o Superciborgue. Criado pelo escritor e desenhista Dan Jurgens, Henshaw assumiu a alcunha de "Superciborgue" durante a história A Morte do Superman. Desde então, tem feito parte da galeria de vilões do Superman.[7] Em Ending Battle, ele aparece como um "vírus", que havia tomado posse da nave da Elite e a usa para enfrentar Superman.[19] É também o responsável pela liberação de dezenas de super-vilões alienígenas, que encontravam-se aprisionados pela Elite.[18]
  - Metallo, o "homem com o coração de Kryptonita", como ele mesmo se denomina,[20] surge para enfraquecer Superman após uma das investidas de Armadilha, mas é rapidamente derrotado.[16]
  - Nêutron[9]
  - Há ainda pequenas participações de vilões menores como Byrnes, Caça-Ratos, Caveira Atômica,[15] Estrela Maligna, Galhofeiro,[20] Hellgrammite, Hi-Tech, Insecto, Mestre Temor,[15] Quebra-Cabeça,[20] Rochedo, Terraman,[17] Tubarão-Rei e Tumulto.[15]

## Publicação

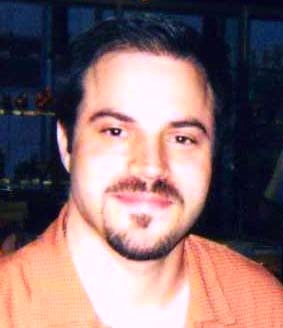
O escritor Geoff Johns, um dos responsáveis pela história.

Enquanto nos Estados Unidos a história publicada durante dois meses, no Brasil a história precisou de três meses para ser integralmente publicada  pela Panini Comics, com suas histórias publicadas nas edições 15, 16 e 17 da revista Superman, entre os meses de fevereiro e abril de 2004.
Após um intervalo de um mês, teve início outro arco de história que se prolongou por todos os títulos de Superman: Corações Vazios, que trata de Clark Kent agindo não como Superman, mas como repórter investigativo, e à procura de Lana Lang. Essa história seria publicada no Brasil em Superman #18 e #19.

### Equipe criativa
| Edição                    | História                          | Roteiro      | Desenhos        | Arte-final                |
| ------------------------- | --------------------------------- | ------------ | --------------- | ------------------------- |
| Superman #186             | "Morning Twilight"                | Geoff Johns  | Pascual Ferry   | Cam Smith                 |
| The Adv. of Superman #608 | "Dawn's Early Light"              | Joe Casey    | Derec Aucoin    |                           |
| The Man of Steel #130     | "In The Dark Of The Noon Day Sun" | Mark Schultz | Brandon Badeaux | Mark Morales              |
| Action Comics #795        | "The Thirteenth Hour"             | Joe Kelly    | Duncan Rouleau  | Marlo Alquiza             |
| Superman #187             | "After School Special"            | Geoff Johns  | Pascual Ferry   | Pascual Ferry Mark Farmer |
| The Adv. of Superman #609 | "Rush Hour"                       | Joe Casey    | Derec Aucoin    |                           |
| The Man of Steel #131     | "Nightfall"                       | Mark Schultz | Brandon Badeaux | Mark Morales              |
| Action Comics #796        | "The Last Supervillain"           | Joe Kelly    | Duncan Rouleau  | Marlo Alquiza             |

## Repercussão

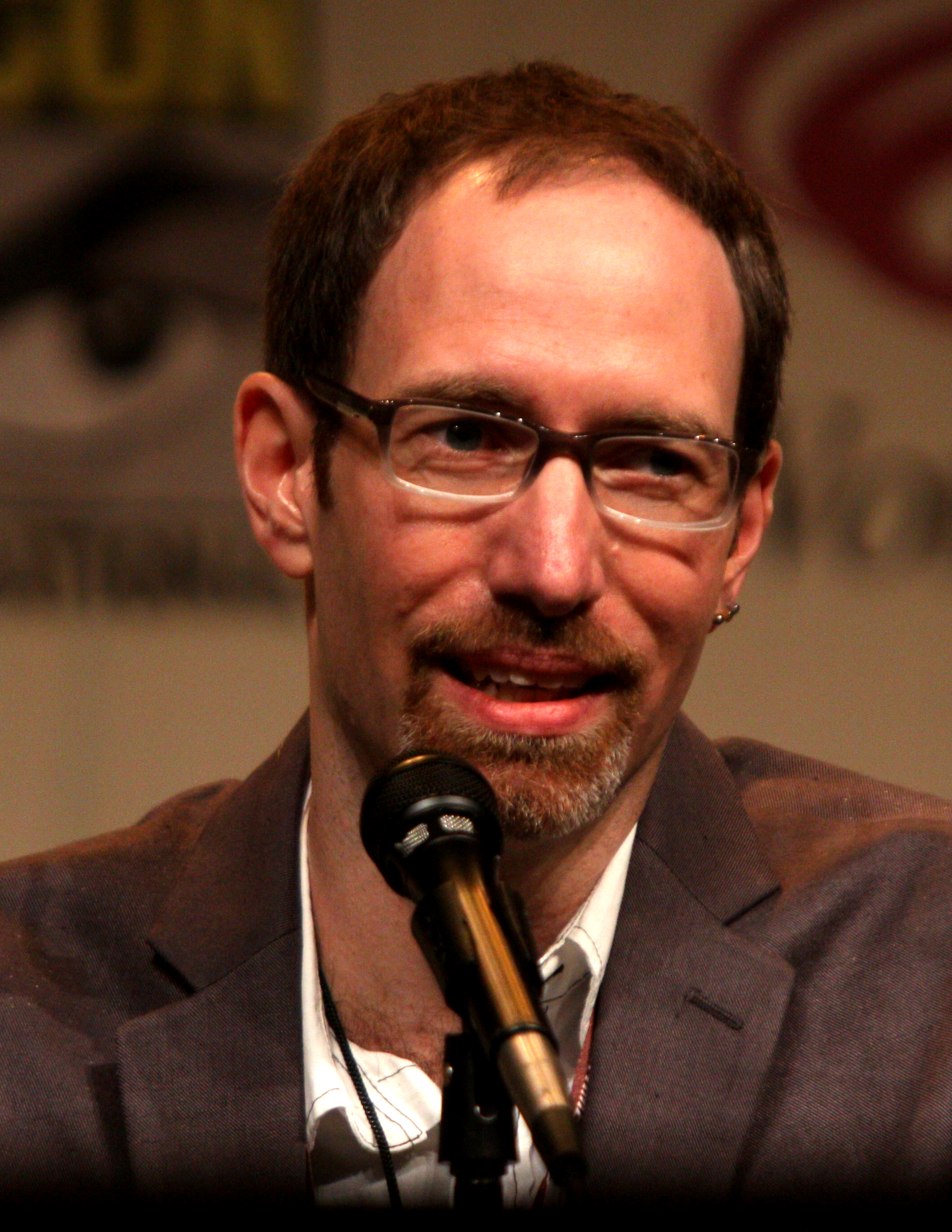
O escritor Joe Kelly, criador de Manchester Black e responsável pelos roteiros das edições 795 e 796 de Action Comics. Sua participação seria avaliada de formas bastante diversas.

O site brasileiro HQManiacs avaliou as três primeiras partes de A Batalha Final de forma positiva, elogiando os diálogos e as cenas de ação, mas de forma relativa, por terem as três histórias um foco maior nos combates entre Superman e os vilões que atacam seus entes queridos do que no suspense insinuado no início da história: "[É uma] boa história mas nada demais. Vale para ver a facilidade com que o Super-Homem derrota seus inimigos em cenas divertidas. Curioso que nos anos 90, eram esses vilões que davam trabalho para o Super nas suas histórias. (...) Não chega a acontecer muita coisa nessas três primeiras partes, mas elas são apenas o começo da saga". Nick Newman, do site "Superman Homepage", avaliou tanto a primeira quanto a terceira partes da história de forma positiva, mas seria a segunda parte quem receberia os maiores elogios do site, em resenha assinada por Neal Bailey: "No passado, eu cheguei a apontar que, para todos os efeitos, Superman, nos quadrinhos, estava morto. Comentário revogado. Ele está vivo, e bem, e aqui [em Ending Battle] está ele. Isso é o que todos estávamos esperando. Uma saga com continuidade, bons roteiros, tensão, e bastante potencial para desenvolver os personagens. (...) Talvez este seja o começo de um retorno ao nível que histórias que Superman costumava ter no passado".
Um segunda resenha publicado no HQManiacs, seguindo a ordem de publicação das histórias no Brasil, avaliou de forma ainda mais positiva as três histórias seguintes, apontando-as como superiores, em especial a quarta parte da saga, publicada em Action Comics #795: "Essa edição melhora muito em relação às anteriores. O diálogo entre Super-Homem e Lex Luthor foi o grande destaque da história, ao invés do tradicional relacionamento de rivalidade dos dois, dessa vez estava mais para cumplicidade. A Ilha da Solidão de Luthor é uma grande sacada, uma pena não ser utilizada com mais freqüência. A presença da Elite no entanto, pouco lembra a clássica edição de Action Comics #775, onde o grupo apareceu pela primeira vez. Uma participação rápida e um tanto decepcionante. A aparição do Superciborgue se mostra totalmente dispensável, o que mostra o quanto o personagem está desgastado, sendo que a cada aparição, está pior do que nunca. Tanto a quinta quanto a sexta parte da história foram vistas de forma positivas, mas tidas como limitadas ao desenvolvimento de sequências de ação que pouco desenvolviam o enredo: "[Em Superman #187 e Adventures of Superman #609] não acontece praticamente nada. Super-Homem lutando com vários supervilões ao mesmo tempo, apenas. Não há muito o que se comentar, a não ser a curta, porém hilária participação do Mxyzptlk. (...) É interessante reparar na homenagem feita a alguns vilões da Marvel na história, há referências a Galactus, Duende Verde, Líder, Modock (sic) e até ao Vigia, e a maneira como o Super-Homem os derrota, com extrema facilidade. A quarta parte recebeu críticas bastante negativas do site "Superman Homepage", pelo fraco desenvolvimento de tramas com bastante potencial: "Tão errado que me deixa enfurecido. Enfurecido porque poderia ter sido uma história tão significativa, se as cenas tivessem sido bem escritas. O retorno do Superciborgue, da Elite e a resolução do fato de Luthor saber a identidade secreta. Não tinha como dar errado! Mas deu", disse Neal Bailey. Bailey apontaria a história seguinte como a melhor até então, apesar de se tratar basicamente de uma edição dedicada aos combates entre Superman e os inúmeros super-vilões enviados contra ele.
A sétima parte da história, publicada em The Man of Steel #131 foi apontada como "o pior de todos os capítulos" da saga, tanto em arte quanto em roteiro tanto pela resenha publicada no HQManiacs quanto pela resenha publicada na "Superman Homepage". Em compensação, o final, publicado em Action Comics #796, foi vista pelo site brasileiro de forma completamente diversa, embora considerada ainda uma história inferior se comparado com Olho por olho?, onde Black havia feito sua estreia: "Novamente, o conflito do herói clássico com a nova geração de heróis violentos e psicóticos é abordada. Apesar de não ser metade do que foi Action #775, essa história consegue ser a melhor da saga inteira. Manchester tenta provar ao Super-Homem que ele está ultrapassado com seus códigos morais, o levando ao limite para que o Super finalmente mostre que Manchester estava certo. O final é clichê, com o Super-Homem se recusando a matar, mas mesmo assim conseguiu ser melhor do que as páginas de pancadaria gratuita que a saga vinha mostrando.